# تيريزا بيرسون
تيريزا بيرسون (23 سبتمبر 1991 بالسويد - ) هي لاعبة كرة قدم سويدية في مركز الوسط.

## وصلات خارجية
- تيريزا بيرسون على موقع قاعدة بيانات كرة القدم.إي يو (الإنجليزية)
- تيريزا بيرسون على موقع Soccerway.com (الإنجليزية)